# Melange
Melange es el nombre de una droga-especia ficticia en la Saga de Dune, una serie de novelas de Ciencia ficción creada por Frank Herbert.
Su sabor (y olor) se describe como muy similar al de la canela, sin embargo cada vez que se prueba, revela una multitud de variaciones de sabor.

## Etimología
En francés moderno, mélange es un sustantivo que se refiere a una mezcla o revolú, especialmente de productos químicos y también digeribles tales como el vino o el café; melange es también una palabra prestada en el inglés con el mismo significado.
Mélange es la forma moderna del sustantivo en francés antiguo meslance, que viene del infinitivo mêler, significando mezclar. También se puede encontrar la palabra "mezcolanza", en el español, que también quiere decir "mezcla", "revoltijo".
Se nombra con esta palabra Mélange un término acuñado, modernamente en geología, al parecer por la mezcla que se observa en ciertas formaciones litológicas. 

## Orígenes según las novelas de lasaga de Dune
En la  saga de Dune solo existe en el Universo Conocido una sola fuente natural de la especia melange, el planeta Arrakis, llamado Dune por los fremen. La especia melange se describe como una droga geriátrica que da al consumidor, adicto, una esperanza de vida larga, gran vitalidad, y elevada cognición; también puede desatar la presciencia en algunos sujetos, o poderes oraculares de visión del futuro, dependiendo de la dosis y la fisiología del consumidor.
Melange, de otra forma conocida solo como la especia, es el producto de un gusano gigante que habita las arenas de Dune. Su cosecha es arriesgada en extremo, ya que cualquier actividad en la superficie desértica de Arrakis atrae a los gusanos, que son extremadamente grandes y peligrosos. Así, la operación minera esencialmente consiste en aspirar la especia de la superficie con una máquina cosechadora hasta que acude un gusano. Una nave de carga o carguero, levanta entonces el vehículo minero y lo protege poniéndolo fuera del alcance del gusano. Los Fremen, quienes han aprendido a coexistir con los gusanos del planeta, cosechan la especia manualmente para su uso y para el contrabando a otros mundos.
La especia en general es usada por todo el Universo Conocido, y es un signo de riqueza. Ingerirla es muestra de consumo ostentoso. El planeta Arrakis es el central de los mundos habitados del llamado Imperio del Millón de Mundos, porque es la única fuente de la especia.
En otras entregas de la saga, un método artificial para producir la especia es descubierto por los Bene Tleilax o Tleilaxu. A esta especia sintética la denominan "Amal" y es sintetizada en secreto usando la tecnología de los tanques axlotl, sin conseguir sacar del mercado a la especia melange natural.
Aunque es llamada la "especia" y ésta puede ser mezclada con comida, el melange es en realidad una droga: es físicamente adictiva, tiene efectos psicotrópicos, y parar su consumo causa una muerte después de un periodo de dolorosa desintoxicación, aunque la mayoría de los habitantes del imperio la toman, ya que incrementa en varios cientos de años la vida humana. Debido a su rareza, el grupo que controla la producción de la especia en Dune, controla el destino no solo del Imperio, sino de toda la humanidad.

## Usos según la novelaSaga de Dune

### Navegantes de la Cofradía Espacial
Los Navegantes de la Cofradía Espacial que controla los viajes en el Imperio, dependen de la melange para conseguir la elevada cognición y la capacidad oracular presciente necesarias para ver las vías seguras a través del espacio doblado generado por las máquinas Holtzman, lo cual permite navegar a los gigantescos cruceros de la Cofradía. Los Navegantes viven literalmente dentro de una nube de melange en un tanque; el uso continuo transforma sus cuerpos en una suerte de grotesca mezcla de pez y ser humano.

### La agonía de la especia
Las Bene Gesserit, monjas hechiceras al servicio del Imperio, usan esencia de especia, la substancia tóxica que puede ser transmutada en melange, para el ritual conocido como la Agonía de la especia, un examen en el que una acólita Bene Gesserit toma una sobredosis que la confronta con su yo interno, y todos los yo de todos sus ancestros femeninos. Si ella logra superar la confrontación, emerge como una Reverenda Madre, una Bene Gesserit con nuevas facultades, el completo control de sus Otras Memorias, los egos colectivos de todos sus ancestros femeninos. El proceso es fatal para aquellas que no son lo suficientemente fuertes, o para los genéticamente alérgicos, como el caso de los hombres, y la Hermana Alta Acólita, Violet Quinctillius Chenoeh, admirada por el resto de las Bene Gesserit por su relación con el dios emperador Leto II.
- Datos: Q928070